# Duane Allman
Howard Duane Allman (ur. 20 listopada 1946 w Nashville, zm. 29 października 1971 w Macon) – amerykański gitarzysta.
Został sklasyfikowany na drugim (2003) i dziewiątym (2011) miejscu listy 100 najlepszych gitarzystów wszech czasów magazynu „Rolling Stone”.
Był muzykiem sesyjnym oraz liderem zespołu The Allman Brothers Band, który założył z bratem Greggiem Allmanem w 1969. Miał duży wkład m.in. w powstanie albumu Layla and Other Assorted Love Songs zespołu Derek and the Dominos.
Jego pseudonim Skydog nadał mu piosenkarz soulowy Wilson Pickett.

## Życiorys
Urodził się 20 listopada 1946 w Nashville w stanie Tennessee. Kiedy miał trzy lata, jego ojciec, sierżant armii amerykańskiej, został zamordowany w napadzie rabunkowym. Po śmierci głowy rodziny wraz z matką i młodszym o rok bratem Greggiem przeprowadził się z Norfolk do Nashville, a w 1957 osiedlił się w Daytona Beach na Florydzie. W 1959, podczas odwiedzin u rodziny w Nashville, bracia poszli na koncert B.B. Kinga i obaj szybko poddali się czarowi jego muzyki, po czym stwierdzili, że sami chcą grać.
Allmanowie zaczęli występować przed publicznością w 1961, grając w różnych lokalnych zespołach. Wkrótce później Duane porzucił szkołę średnią, aby móc skupić się na nauce gry na gitarze. W 1963 wraz z bratem grał w zespole The House Rockers, a w 1965 wspólnie założyli formację Allman Joys. Zespół koncertował w południowo-zachodnich stanach USA. Wraz z bratem osiedlił się w Saint Louis w stanie Missouri. W latach 1967–1968 występował jako muzyk sesyjny w zespole The Hour Glass, z którym nagrał dwa albumy: The Hour Glass (1967) i Power of Love (1968).
W tamtym okresie zaczął również grać na gitarze slide po tym, jak usłyszał muzyka Taj Mahala wykonującego klasyczny utwór Williego McTella „Statesboro Blues”; utwór ten stał się później znakiem rozpoznawczym The Allman Brothers Band. Do gry używał pustej butelki po lekarstwie Coricidin, którą trzymał na drugim palcu (tak samo grali później inni muzycy grający na gitarze slide, m.in. Bonnie Raitt, Rory Gallagher i Gary Rossington). Po rozpadzie zespołu Hour Glass w 1968 wraz z bratem powrócił na Florydę, gdzie nagrali demo z zespołem folkowym 31st of February, którego perkusistą był Butch Trucks. Podczas gdy Gregg wrócił do Kalifornii, żeby wypełnić zobowiązania związane z grupą Hour Glass, Duane grał w różnych zespołach muzycznych z Florydy.
Na początku 1968 grą w FAME Recording Studios w Muscle Shoals w Alabamie zwrócił uwagę Ricka Halla, właściciela wytwórni FAME, który w listopadzie 1968 zatrudnił go do nagrania albumu Hey Jude (1968) z Wilsonem Pickettem. Niedługo później został muzykiem sesyjnym na pełnym etacie w Muscle Shoals. Został zauważony przez wielu innych muzyków, m.in. Erica Claptona. Występ Allnana na Hey Jude zachwycił również producenta i kierownika wytwórni Atlantic Records – Jerry’ego Wexlera, który wykupił kontrakt muzyka i chciał, aby ten grał na wszystkich sesjach artystów R&B w Atlantic. Tym sposobem pojawił się na płytach artystów, takich jak: Clarence Carter, King Curtis, Aretha Franklin, Otis Rush, Percy Sledge, Boz Scaggs i Herbie Mann. Na pierwszą sesję nagraniową z Franklin pojechał do Nowego Jorku, gdzie w styczniu 1969 udał się jako widz do klubu Fillmore East na koncert Johnny’ego Wintera i miał powiedzieć do gitarzysty Jimmy’ego Johnsona, że za rok on też znajdzie się na tej scenie. Zespół Allman Brothers Band w rzeczy samej zagrał w Fillmore w grudniu tego roku.
Choć ograniczenia pełnoetatowego muzyka sesyjnego były dla Allmana frustrujące, dzięki tej pracy mógł współpracować z uznanymi artystami, co z kolei pozwoliło mu wynająć znajdujący się na odludziu domek nad jeziorem, gdzie spędzał wiele godzin w samotności, doskonaląc swoją grę. Dzięki pracy w F.A.M.E. poznał perkusistę grającego jazz i R&B – Johnny’ego Lee Johnsona (Jaimoe), z którym nawiązał współpracę. Menedżer Otis Reddinga w tym czasie zaczął kierować karierą Allmana i miał w planach zorganizowanie wokół niego trzyosobowego zespołu. Allman i Johnson zaprosili do składu basistę Berry’ego Oakleya, który jednak był związany ze swoim rockowym zespołem Second Coming.
Allman, zmęczony pracą w Muscle Shoals, wyprowadził się do Jacksonville na Florydzie, gdzie wraz z wprowadził się do domu Butcha Trucksa. Wkrótce do jego zespołu dołączyli Betts, Oakley i Reese Wynans. Ostatni ściągnięty z Los Angeles został Gregg, który miał śpiewać i zastąpić Wynansa na klawiszach. Pod koniec marca 1969 w tym składzie został uformowany zespół The Allman Brothers Band. Po serii prób i występów sekstet udał się do Macon w stanie Georgia, aby pracować niedaleko Waldena i jego wytwórni Capricorn Sound Studios. Miesiące prób i występów zespołu obejmowały m.in. darmowe koncerty w Central City Park w Macon i w Piedmont Park w Atlancie. Pierwszy album grupy, również zatytułowany The Allman Brothers Band, został nagrany w Nowym Jorku we wrześniu 1969 i wydany kilka miesięcy później. W czasie intensywnej trasy koncertowej muzycy zaczęli pracę nad kolejnym albumem, Idlewild South. Płyta, wyprodukowana przez Toma Dowda, została wydana w sierpniu 1970 i niedługo po premierze trafiła na listy przebojów Billboardu.
Podczas pobytu w Miami wziął udział w nagraniu albumu Layla and Other Assorted Love Songs u boku Erica Claptona. Po koncercie w Miami ich oba zespoły – The Allman Brothers Band i Derek and the Dominos – udały się do Criterii, gdzie podczas jednego z koncertów Clapton zaproponował Allmanowi wspólne nagrania. Allman przyjął ofertę i pojawił się na większości utworów Claptona. Nie opuścił jednak swego zespołu, nawet pomimo oferty stałej współpracy od Claptona. Allmanowie nagrali następnie At Fillmore East, Duane nadal grywał na albumach innych artystów.
29 października 1971 na szosie w Macon uległ wypadkowi na motocyklu, próbując uniknąć zderzenia z ciągnikiem. Motocykl przygniótł go i zmiażdżył organy wewnętrzne. Allman zmarł trzy godziny później na szpitalnym stole operacyjnym, niecały miesiąc przed swoimi 25. urodzinami. Wkrótce po śmierci muzyka Ronnie Van Zant z Lynyrd Skynyrd zadedykował jego pamięci utwór „Free Bird”.
Po pogrzebie Allmana nastąpił okres kilku tygodni żałoby, po którym pięciu członków zespołu kontynuowało grę pod nazwą The Allman Brothers Band. Kolejny album nazwany został Eat a Peach, co było cytatem z jednego z wywiadów z Duane’em, który w odpowiedzi na pytanie: "W jaki sposób przyczyniasz się do rewolucji?", opowiedział: Nie ma rewolucji, jest tylko ewolucja; ale za każdym razem jak jestem w Georgii, zjadam brzoskwinię za pokój. Ten podwójny album wydany został w styczniu 1972 i zawierał na jednej stronie utwory nagrane na żywo z udziałem Duane’a; dwie strony z Mountain Jam nagranego z Duane’em w Fillmore podczas tego samego wieczoru, co At Fillmore East, oraz stronę z utworami nagranymi w pięcioosobowym składzie. Nagrania Allmana w składzie ABB pojawiły się na albumach wytwórni Capricorn: Duane Allman: An Anthology (1972) i Duane Allman: An Anthology Vol. II (1974).
W 1973 fani Allmana wyrzeźbili ogromne litery „REMEMBER DUANE ALLMAN” w piaskowcu stanowiącym nasyp wzdłuż drogi Interstate 20 koło Vicksburga w stanie Mississippi. Zdjęcie tego dzieła zostało opublikowane w magazynie Rolling Stone oraz w Rolling Stone Illustrated History of Rock & Roll. Sam napis przetrwał ponad 10 lat
W 1998 organy ustawodawcze stanu Georgia wydały rozporządzenie, w myśl którego odcinek autostrady stanowej nr 19 w Macon nazwano "Bulwarem Duane’a Allmana" na cześć artysty.
Allman namiętnie czytał książki (m.in. Władcę Pierścieni) oraz posiadał sporą kolekcję komiksów. Swoje jedyne dziecko nazwał Galadrielle, na cześć Galadrieli z Władców Pierścieni. Nigdy nie ukończył szkoły, lecz mimo to Willie Perkins (technik i menedżer zespołu w latach 1970–1976) żartował, że Duane mówił o sobie per „uczony podróżnik” ze względu na wiedzę zdobytą dzięki czytaniu i podróżom.